# Stenocline chionaea
Stenocline chionaea là một loài thực vật có hoa trong họ Cúc. Loài này được (ex de Candolle) DC. miêu tả khoa học đầu tiên năm 1838.